# Objectiu: la Lluna
Objectiu: la Lluna (en francès: Objectif Lune) és el setzè àlbum de Les aventures de Tintín. Publicat per fascicles entre 1950 i 1952, va aperèixer en forma d'àlbum el 1953.
Hergé va anunciar la història amb dues portades consecutives de la revista Tintín cadascuna representant la Lluna. La història va començar a publicar-se en sèrie a la revista belga Tintín a partir del 30 de març de 1950, en llengua francesa. Després va començar la serialització per la frontera a França, a l'edició d'aquest país de la revista, a partir de l'11 de maig de 1950.

## Argument
En el còmic, Tintín i el Capità Haddock reben una invitació del Professor Tornassol per anar a Sildàvia on participa en un projecte secret pel govern en un complex d'energia atòmica. El professor ha estat contractat pel govern sildau per dirigir la construcció d'un coet atòmic a bord del qual es farà el primer viatge tripulat a la Lluna.
A partir d'aquí tota l'aventura es desenvolupa a l'estació espacial i les muntanyes circumdants. Assisteixen a la construcció del coet (que s'assembla a un V2 alemany), a les primeres proves i al seu propi entrenament com a astronautes. Alhora, hauran de lluitar amb un misteriós complot, aparentment dirigit per la veïna Bordúria, que pretén sabotejar el projecte. Els policies Dupond i Dupont són enviats per ajudar amb les investigacions.
Tintín es proposa localitzar els espies, dient-li a Haddock que segueixi des de la base, ja que sospita que hi ha un talp a l'interior. Wolff segueix a Haddock per sospita. Tintín atrapa un dels paracaigudistes durant un intercanvi en una sortida d'aire, però l'altre li dispara abans que pugui fer res. Simultàniament, la base experimenta un tall d'energia temporal i es produeix confusió, atès que ni Haddock ni Wolff capaços d'explicar clarament què va passar.
Finalment, malgrat les dificultats, el coet està llest i s'enlaira cap al seu destí. Aquí s'interromp la trama, que continuarà en el següent volum: Hem caminat damunt la Lluna.

## Context i antecedents
Hergé va idear per primera vegada la idea d'enviar a Tintín en una missió a la Lluna mentre treballava a El Temple del Sol (1949). La seva decisió d'entrar al camp de la ciència-ficció podria haver estat influenciada per la seva amistosa rivalitat amb el seu col·lega Edgar P. Jacobs, que recentment havia tingut èxit amb el seu propi còmic de ciència-ficció, The Secret of the Swordfish (1950–1953). Va decidir que seria una història de dos volums, com havia tingut èxit amb els seus arcs anteriors, El secret de l'unicorn (1943) i El tresor de Rackham el Roig (1944), i Les set boles de cristall (1948) i El Temple del Sol Inicialment tenia la intenció de començar aquesta història després de la culminació d' El Temple del Sol, però tant la seva dona Germaine Remi com el seu íntim amic Marcel Dehaye el van convèncer de continuar amb Tintín al país de l'or negre (1950), una història que abans havia deixat inacabada.
Buscant consell sobre la història, Hergé va consultar el seu amic Bernard Heuvelmans, autor del llibre de no ficció L'Homme parmi les étoiles (1944). A la tardor de 1947, Heuvelmans i Jacques Van Melkebeke van desenvolupar un guió per a la història, que van donar a Hergé. Aquesta versió va basar l'expedició lunar de Calculus a un lloc fictici, Radio City, als Estats Units. Presentava el retorn del professor Decimus Phostle, un personatge que havia aparegut anteriorment a L'estel misteriós (1942), però aquesta vegada com a antagonista; Phostle havia venut els secrets de la missió per tal d'aconseguir fons per comprar un diamant per a l'actriu Rita Hayworth. A principis de 1948, Hergé va produir dues pàgines en blanc i negre d'aquesta versió de la història abans d'abandonar-la. Hergé va conservar alguns elements d'aquest guió original en la seva versió acabada, és a dir, les escenes en què Haddock beu whisky en un entorn lliure de gravetat i aquella en què Haddock va a fer un passeig espacial i gairebé es converteix en un satèl·lit d'Adonis, que apareixen a les pàgines 5 i 8 d'Explorers on the Moon. No obstant això, Heuvelmans va pensar que la seva influència en la història era més significativa, afirmant que "en repassar els dos llibres, nosaltres [ell i Van Melkebeke] realment vam tenir la impressió que era el que havíem fet originalment al principi. A grans trets, això era tot".
Hergé esperava que la història fos el més realista possible i va intentar evitar els elements fantàstics. En les seves pròpies paraules, no contenia "ni homes de la lluna, ni monstres, ni sorpreses increïbles". Per garantir aquest realisme, va recollir una àmplia gamma de documents sobre coets i viatges espacials amb els quals realitzar investigacions. En això va ser ajudat per Heuvelmans, que va recollir fotografies de coets i instal·lacions d'investigació atòmica per a ell. L'arxiu de recerca d'Hergé incloïa un article de la revista nord-americana Collier's que parlava de com la humanitat podria arribar a la Lluna, així com llibres de Pierre Rousseau i Auguste Piccard. Un altre treball que va utilitzar va ser L'Astronautique (1950), un llibre sobre viatges espacials putatius del físic Alexander Ananoff, amb qui Hergé va començar una correspondència l'abril de 1950. També va visitar el Centre d'Investigacions Atòmiques dels Ateliers de Constructions Electriques de Charleroi, i va establir una correspondència posterior amb el seu director, Max Hoyaux. Hergé va incorporar gran part d'aquesta informació tècnica a la història, però la va juxtaposar amb moments d'humor per fer-la més accessible als seus joves lectors.
D'acord amb els crítics literaris Jean-Marc Lofficier i Randy Lofficier, les possibles influències de ficció en la història d'Hergé correspondrien a la novel·la Al voltant de la Lluna de Jules Verne de 1870 i la pel·lícula americana Destination Moon de 1950. Certament, Hergé es va inspirar en una sèrie de fotografies fixes de la pel·lícula Destination Moon que s'havia llançat recentment. El sistema informàtic del centre espacial Sprodj es basava visualment en l'UNIVAC I, el primer ordinador que es va crear amb finalitats no militars. Hergé va basar el seu coet Moon en els dissenys del coet V-2 que havien estat desenvolupats per científics alemanys durant la Segona Guerra Mundial. El patró de quadres en blanc i vermell del coet d'Hergé es basava en una il·lustració d'un V-2 que Hergé havia trobat en el llibre de Leslie Simon de 1947 German Research in World War II. Va encarregar la construcció d'un model de coet amb peces desmuntables al seu assistent Arthur Van Noeyen. Va portar la maqueta a París on se la va ensenyar a Ananoff, preguntant-li si era una representació realista de com podria semblar un coet de la Lluna. Ell i els seus assistents van utilitzar llavors el model a partir del qual esbossaven amb precisió a l'hora de produir el còmic.